# مالی کوب
مالی کوب (روسی: Малый Куб) یک رودخانه در سرزمین پرم کشور روسیه است.